# Desperate Hours
Desperate Hours (bra: Horas de Desespero; prt: A Noite do Desespero, ou Noite do Desespero) é um filme norte-americano de 1990, dos gêneros suspense e drama policial, dirigido por Michael Cimino, com roteiro de Lawrence Konner, Mark Rosenthal e Joseph Hayes baseado no romance homônimo deste último.
É a segunda adaptação cinematográfica da peça The Desperate Hours. A primeira foi de William Wyler (1955).

## Sinopse
Família vive horas de tensão quando três bandidos invadem sua casa e a faz refém, enquanto esperam dinheiro para fugir.

## Elenco principal
- Mickey Rourke… Michael Bosworth
- Anthony Hopkins… Tim Cornell
- Mimi Rogers… Nora Cornell
- Lindsay Crouse… Brenda Chandler
- Kelly Lynch… Nancy Breyers
- Elias Koteas… Wally Bosworth
- David Morse… Albert
- Shawnee Smith… May Cornell
- Danny Gerard… Zack Cornell

## Prêmios e indicações
Framboesa de Ouro
- Pior ator: Mickey Rourke - 1991[4]